# Harald Marg
Harald Marg, född den 26 september 1954 i Magdeburg, Östtyskland, är en östtysk kanotist.
Han tog OS-guld i K-4 1000 meter i samband med de olympiska kanottävlingarna 1980 i Moskva.